# Шамасдин, Адиль
Адиль Шамасдин (англ. Adil Shamasdin; род. 23 мая 1982 года, Торонто) — канадский теннисист и теннисный тренер. Победитель трёх турниров АТР в парном разряде, игрок сборной Канады в Кубке Дэвиса.

## Общая биография
Отца Адиля зовут Камру; мать — Рози; есть два брата — Джамиль и Ирфан. Его родители были спортсменами и выступали за Кению. Отец был членом национальной сборной по крикету, а мать выступала в легкой атлетике.
Начал играть в теннис в восемь лет. Любимая поверхность — трава; любимый турнир — Уимблдон. Кумирами в мире тенниса называет Андре Агасси и Роджера Федерера.

## Спортивная карьера
В ходе своей юниорской теннисной карьеры Адиль Шамасдин достиг первого места среди канадских юношей в парном и пятого — в одиночном разряде, трижды выиграв юношеский чемпионат Канады. В первый год учёбы на отделении психологии Брауновского университета (Провиденс, Род-Айленд) Шамасдин стал чемпионом Лиги плюща в одиночном разряде, переиграв в финале представляющего Гарвард Уилла Ли. Представляя Брауновский университет в парном разряде, он дважды (сначала с Ником Голдбергом, а затем с Джеймсом Серретани) выиграл региональный студенческий чемпионат. В 2002 году с его помощью сборная Брауновского университета впервые в своей истории выиграла командное первенство Лиги плюща. Он был включён в символическую любительскую сборную Северной Америки в парном разряде.
После окончания университета в 2005 году Шамасдин выступил в нескольких профессиональных теннисных турнирах, дойдя в ноябре того же года до финала турнира серии «фьючерс» в Рок-Форесте (Квебек) в паре с Питером Полански. Однако полноценную профессиональную теннисную карьеру он начал лишь в 2008 году, в возрасте почти 26 лет. За первый же сезон он пять раз побывал в финалах «фьючерсов» в парном разряде, выиграв три из них в Канаде и Мексике и добравшись до середины пятой сотни в рейтинге игроков, выступающих в парах. В сентябре следующего года в паре с Мартином Клижаном Шамасдин вышел в первый за карьеру финал турнира класса «челленджер», а в ноябре завоевал свой первый титул на этом уровне в паре с другим канадцем — Вашеком Поспишилом, закончив год уже в числе 200 лучших теннисистов мира в парном разряде.
С 2010 года Шамасдин практически полностью сосредоточился на игре в парах. За сезон он десять раз играл в финалах «челленджеров», в основном с Серретани и хорватом Ловро Зовко, завоевав по одному титулу с каждым из них, и в августе впервые в карьере вошёл в первую сотню рейтинга. В начале февраля 2011 года в Йоханнесбурге в паре с Серретани Шамасдин выиграл первый за карьеру турнир АТР, победив в финале посеянных первыми Скотта Липски и Раджива Рама, а в июле в Ньюпорте вышел во второй за сезон финал турнира АТР, теперь в паре с Юханом Брунстремом. Посеянные четвёртыми Шамасдин и Брунстрём победили в полуфинале вторую пару турнира Марсело Мело-Андре Са, но в финале уступили несеяным соперникам Райану Харрисону и Мэттью Эбдену. После выхода в паре с Брунстрёмом в полуфинал Открытого чемпионата Швейцарии Шамасдин достиг в августе высшей в карьере 58-й позиции в рейтинге.
Хотя в 2012 году лучшим результатом Шамасдина в турнирах АТР стал выход в полуфинал в Галле и Лос-Анджелесе, успешная игра в «челленджерах» (три победы в паре с Серретани, в том числе две в ноябре) позволила ему удержаться в сотне лучших теннисистов мира в парном разряде третий год подряд. В 2013 и 2014 годах он продолжает в основном выступать в «челленджерах»; в 2013 году Шамасдин завоевал один титул в январе и большую часть сезона балансировал на границе между первой и второй сотнями рейтинга, а на следующий год победил в пяти «челленджерах» (в двух из них с Питером Полански) и проделал путь до 73-го места в рейтинге ближе к концу осени.
В 2015 году Шамасдин завоевал второй за карьеру титул в турнирах основного тура АТР, в паре с представляющим Австралию Рамизом Джунейдом победив в Касабланке. На пути к титулу они обыграли две сеяных пары — третью (Максимо Гонсалес-Робин Хасе) и первую (Рохан Бопанна-Флорин Мерджа). Ещё в трёх турнирах АТР Шамасдин дошёл до полуфинала (дважды — в паре с Джунейдом), а на Открытом чемпионате США пробился в паре с австрийцем Филиппом Освальдом в третий круг после победы над сеяной парой Бруно Соарес-Александр Пейя, поднявшись по ходу сезона в рейтинге до 55-го места и завершив его на 69-й позиции.
За 2016 год на счету канадца были два финала турниров АТР (в Софии в феврале и Ньюпорте в июле) с разными партнёрами — Освальдом и Джонатаном Марреем. С Марреем Шамасдин также дошёл до первого в карьере четвертьфинала на турнире Большого шлема после того, как на Уимблдоне они уже в первом круге обыграли посеянных четвёртыми Хорию Текэу и Жана-Жюльена Ройера, а в третьем — 15-ю сеяную пару. В сентябре приглашённый в сборную Канады Шамасдин в паре с Вашеком Поспишилом досрочно обеспечил своей команде победу в матче плей-офф Мировой группы Кубка Дэвиса с чилийцами.
В 2017 году Шамасдин добился существенных успехов в турнирах на грунтовом покрытии. В конце мая в паре с Андресом Мольтени он завоевал в Лионе свой третий титул в турнирах основного тура АТР; сразу после этого они дошли до третьего круга на Открытом чемпионате Франции, обыграв 12-ю сеяную пару Марцин Матковский-Эдуар Роже-Васслен. Эти результаты и пять побед в «челленджерах» в первой половине сезона помогли канадцу подняться накануне Уимблдона в парном рейтинге АТР на рекордное для него 41-е место, а по итогам всего сезона он оказался в рейтинге на 62-й позиции.
На следующий год, однако, канадец выступал в основном в «челленджерах», даже в них только один раз пробившись в финал (титул в португальской Браге), и завершил год за пределами сотни сильнейших парных игроков мира. За 2019 год Шамасдин завоевал три титула в пяти финалах в турнирах класса «челленджер», но сезон он по-прежнему завершил во второй сотне рейтинга. В начале 2020 года в составе сборной Канады принял участие в командном Кубке ATP, но проиграл оба своих парных матча — на групповом этапе с Феликсом Оже-Альяссимом соперникам из Австралии, а в четвертьфинале с Питером Полански — сербам. За остаток сезона, укороченного из-за пандемии, провёл только 9 матчей — все в «челленджерах», где ни разу не прошёл дальше четвертьфинала. В 2021 году выступал только до мая, также в основном в «челленджерах», не одерживая больше одной победы за турнир и окончив сезон в конце третьей сотни рейтинга. После этого уже не возвращался к соревнованиям, завершив игровую карьеру.
В 2022 году включён в списки Зала спортивной славы Брауновского университета. На следующий год был назначен неиграющим капитаном сборной Канады в турнире United Cup.

## Рейтинг на конец года
| Год  | Одиночный рейтинг | Парный рейтинг |
| 2021 |                   | 270            |
| 2020 |                   | 196            |
| 2019 |                   | 138            |
| 2018 |                   | 145            |
| 2017 |                   | 62             |
| 2016 |                   | 68             |
| 2015 |                   | 69             |
| 2014 |                   | 75             |
| 2013 |                   | 118            |
| 2012 |                   | 98             |
| 2011 |                   | 61             |
| 2010 |                   | 87             |
| 2009 | 902               | 180            |
| 2008 | 946               | 465            |
| 2006 | 970               | 1 338          |
| 2005 |                   | 1 269          |
| 2001 |                   | 1 536          |

## Выступления на турнирах

### Финалы турниров ATP в парном разряде (6)

#### Победы (3)
| Легенда                    |
| -------------------------- |
| Турниры Большого шлема (0) |
| Итоговый турнир ATP (0)    |
| ATP Мастерс 1000 (0)       |
| АТР 500 (0)                |
| АТР 250 (0+3*)             |

| Титулы по покрытиям | Титулы по месту проведения матчей турнира |
| ------------------- | ----------------------------------------- |
| Хард (0+1*)         | Зал (0)                                   |
| Грунт (0+2)         | Зал (0)                                   |
| Трава (0)           | Открытый воздух (0+3)                     |
| Ковёр (0)           | Открытый воздух (0+3)                     |

* количество побед в одиночном разряде + количество побед в парном разряде.
| №  | Дата           | Турнир              | Покрытие | Партнёр          | Соперники в финале               | Счёт           |
| 1. | 6 февраля 2011 | Йоханнесбург, ЮАР   | Хард     | Джеймс Серретани | Скотт Липски Раджив Рам          | 6-3 3-6 [10-7] |
| 2. | 12 апреля 2015 | Касабланка, Марокко | Грунт    | Рамиз Джунейд    | Рохан Бопанна Флорин Мерджа      | 3-6 6-2 [10-7] |
| 3. | 27 мая 2017    | Лион, Франция       | Грунт    | Андрес Мольтени  | Маркус Даниэлл Марсело Демолинер | 6-3 3-6 [10-5] |

#### Поражения (3)
| №  | Дата           | Турнир           | Покрытие | Партнёр         | Соперники в финале           | Счёт              |
| 1. | 10 июля 2011   | Ньюпорт, США     | Трава    | Юхан Брунстрём  | Мэттью Эбден Райан Харрисон  | 6-4 3-6 [5-10]    |
| 2. | 7 февраля 2016 | София, Болгария  | Хард(i)  | Филипп Освальд  | Уэсли Колхоф Матве Мидделкоп | 7-5 6-7(9) [6-10] |
| 3. | 17 июля 2016   | Ньюпорт, США (2) | Трава    | Джонатан Маррей | Сэмюэль Грот Крис Гуччоне    | 4-6 3-6           |

### Финалы челленджеров и фьючерсов в парном разряде (62)

#### Победы (31)
| Условные обозначения |
| Челленджеры (0+23*)  |
| Фьючерсы (0+7)       |

| Титулы по покрытиям | Титулы по месту проведения матчей турнира |
| ------------------- | ----------------------------------------- |
| Хард (0+22*)        | Зал (0+11)                                |
| Грунт (0+6)         | Зал (0+11)                                |
| Трава (0+2)         | Открытый воздух (0+20)                    |
| Ковёр (0+1)         | Открытый воздух (0+20)                    |

* количество побед в одиночном разряде + количество побед в парном разряде.
| №   | Дата             | Турнир                       | Покрытие | Партнёр            | Соперники в финале                      | Счёт               |
| 1.  | 23 марта 2008    | Шербрук, Канада              | Хард(i)  | Даниэль Чу         | Трэвис Реттенмайер Рилан Рицца          | 7-6(2) 3-6 [10-7]  |
| 2.  | 19 октября 2008  | Масатлан, Мексика            | Хард     | Фабрис Мартен      | Луис Диас Баррига Даниэль Гарса         | Без игры           |
| 3.  | 26 октября 2008  | Сьюдад-Обрегон, Мексика      | Хард     | Фабрис Мартен      | Кристофер Клингеман Милан Покраяц       | 3-6 6-4 [10-7]     |
| 4.  | 22 марта 2008    | Шербрук, Канада              | Хард(i)  | Даниэль Чу         | Михал Пазицки Эрик Хвойка               | 4-6 7-6(5) [10-7]  |
| 5.  | 10 мая 2009      | Коацакоалькос, Мексика       | Хард     | Вашек Поспишил     | Кэйден Хензел Адам Хаббл                | 6-3 6-4            |
| 6.  | 17 мая 2009      | Пуэрто-Вальярта, Мексика     | Хард     | Вашек Поспишил     | Сесар Рамирес Хуан Мануэль Элисондо     | 6-1 2-6 [10-7]     |
| 7.  | 19 июля 2009     | Сен-Жерве, Франция           | Грунт    | Фабрис Мартен      | Батист Дюпюи Пьеррик Ясерн              | 6-2 6-4            |
| 8.  | 29 ноября 2009   | Пуэбла, Мексика              | Хард     | Вашек Поспишил     | Гильермо Оласо Пере Риба                | 7-6(0) 6-0         |
| 9.  | 16 мая 2010      | Бьелла, Италия               | Грунт    | Джеймс Серретани   | Дастин Браун Алессандро Мотти           | 6-3 2-6 [11-9]     |
| 10. | 12 сентября 2010 | Риека, Хорватия              | Грунт    | Ловро Зовко        | Карлос Берлок Рубен Рамирес Идальго     | 1-6 7-6(9) [10-5]  |
| 11. | 13 февраля 2011  | Кемпер, Франция              | Хард(i)  | Джеймс Серретани   | Джейми Дельгадо Джонатан Маррей         | 6-3 5-7 [10-5]     |
| 12. | 12 июня 2011     | Ноттингем, Великобритания    | Трава    | Рик де Вуст        | Айзак ван дер Мерве Трет Конрад Хьюи    | 6-3 7-6(9)         |
| 13. | 18 марта 2012    | Гвадалахара, Мексика         | Хард     | Джеймс Серретани   | Томаш Беднарек Оливье Шарруа            | 7-6(5) 6-1         |
| 14. | 4 ноября 2012    | Эккенталь, Германия          | Ковёр(i) | Джеймс Серретани   | Томаш Беднарек Андреас Сильестрём       | 6-3 2-6 [10-4]     |
| 15. | 11 ноября 2012   | Лафборо, Великобритания      | Хард(i)  | Джеймс Серретани   | Пурав Раджа Дивидж Шаран                | 6-4 7-5            |
| 16. | 6 января 2013    | Сан-Паулу, Бразилия          | Хард     | Джеймс Серретани   | Федерико Дельбонис Ренсо Оливо          | 6-7(5) 6-1 [11-9]  |
| 17. | 6 апреля 2014    | Ле-Госье, Франция            | Хард     | Томаш Беднарек     | Майкл Винус Геро Кречмер                | 7-5 6-7(5) [10-8]  |
| 18. | 4 мая 2014       | Тунис, Тунис                 | Грунт    | Пьер-Юг Эрбер      | Стефан Франсен Йессе Хута Галунг        | 6-3 7-6(5)         |
| 19. | 27 июля 2014     | Лексингтон, США              | Хард     | Питер Полански     | Чейз Бьюкенен Джеймс Макги              | 6-4 6-2            |
| 20. | 28 сентября 2014 | Напа, США                    | Хард     | Питер Полански     | Брэдли Клан Тим Смычек                  | 7-6 6-1            |
| 21. | 12 октября 2014  | Тибурон, США                 | Хард     | Брэдли Клан        | Карстен Болл Мэтт Рид                   | 7-5 6-2            |
| 22. | 13 ноября 2016   | Ноксвилл, США                | Хард(i)  | Питер Полански     | Рубен Бемельманс Йорис де Лоре          | 6-1 6-3            |
| 23. | 26 февраля 2017  | Бергамо, Италия              | Хард(i)  | Юлиан Ноул         | Тристан-Самуэль Вайссборн Дино Марцан   | 6-3 6-3            |
| 24. | 5 марта 2017     | Вроцлав, Польша              | Хард(i)  | Андрей Василевский | Михаил Елгин Денис Молчанов             | 6-3 3-6 [21-19]    |
| 25. | 18 марта 2017    | Драммондвилл, Канада         | Хард(i)  | Сэмюэль Грот       | Мэтт Рид Джон-Патрик Смит               | 6-3 2-6 [10-8]     |
| 26. | 2 апреля 2017    | Леон-де-лос-Альдама, Мексика | Хард     | Леандер Паес       | Кайо Дзампьери Лука Маргароли           | 6-1 6-4            |
| 27. | 24 июня 2017     | Илкли, Великобритания        | Трава    | Леандер Паес       | Брайдан Клейн Джо Солсбери              | 2-6 6-2 [10-8]     |
| 28. | 12 мая 2018      | Брага, Португалия            | Грунт    | Сандер Арендс      | Ариэль Беар Мигель Анхель Рейес Варела  | 6-2 6-1            |
| 29. | 3 марта 2019     | По, Франция                  | Хард(i)  | Скотт Клейтон      | Сандер Арендс Тристан-Самуэль Вайссборн | 7-6(4) 5-7 [10-8]  |
| 30. | 17 марта 2019    | Драммондвилл, Канада         | Хард(i)  | Скотт Клейтон      | Мэтт Рид Джон-Патрик Смит               | 7-5 3-6 [10-5]     |
| 31. | 29 сентября 2019 | Флоренция, Италия            | Грунт    | Лука Маргароли     | Херард Гранольерс Педро Мартинес        | 7-5 6-7(6) [14-12] |

#### Поражения (31)
| №   | Дата             | Турнир                          | Покрытие | Партнёр           | Соперники в финале                     | Счёт                 |
| 1.  | 20 ноября 2005   | Монреаль, Канада                | Хард(i)  | Питер Полански    | Клэй Донато Джесси Левайн              | 2-6 7-6(5) 3-6       |
| 2.  | 21 мая 2006      | Каракас, Венесуэла              | Хард     | Бьорн Манро       | Хуан де Армас Гордан Перанец           | 4-6 4-6              |
| 3.  | 20 июля 2008     | Монктон, Канада                 | Хард     | Даниэль Чу        | Ан Джэсон Хироки Кондо                 | 2-6 6-2 [10-12]      |
| 4.  | 17 августа 2008  | Лондон, Великобритания          | Хард     | Даниэль Данилович | Дэвид Брюэр Иэн Флэнаган               | 4-6 3-6              |
| 5.  | 12 июля 2009     | Бурк-ан-Брес, Франция           | Грунт    | Фабрис Мартен     | Бастиан Книттель Андреас Хайдер-Маурер | 6-3 5-7 [4-10]       |
| 6.  | 6 сентября 2009  | Фройденштадт, Германия          | Грунт    | Мартин Клижан     | Ян Гайек Душан Карол                   | 6-4 4-6 [5-10]       |
| 7.  | 13 сентября 2009 | Баньер-де-Бигор, Франция        | Хард     | Фабрис Мартен     | Гун Маосинь Чжан Цзэ                   | 4-6 4-6              |
| 8.  | 25 октября 2009  | Ла-Рош-сюр-Йон, Франция         | Хард(i)  | Фабрис Мартен     | Нильс Десейн Пьер-Людовик Дюкло        | 6-7(8) 6-1 [5-10]    |
| 9.  | 1 ноября 2009    | Родез, Франция                  | Хард(i)  | Фабрис Мартен     | Жереми Бланден Винсан Стуфф            | 7-6(4) 6-7(5) [3-10] |
| 10. | 22 ноября 2009   | Канкун, Мексика                 | Грунт    | Грегори Уэллетт   | Андре Бегеман Леонарду Тавариш         | 1-6 7-6(6) [8-10]    |
| 11. | 6 февраля 2010   | Даллас, США                     | Хард(i)  | Вашек Поспишил    | Скотт Липски Дэвид Мартин              | 6-7(7) 3-6           |
| 12. | 7 марта 2010     | Шербур-Октевиль, Франция        | Хард(i)  | Харш Манкад       | Николя Маю Эдуар Роже-Васслен          | 2-6 4-6              |
| 13. | 21 марта 2010    | Марракеш, Марокко               | Грунт    | Джеймс Серретани  | Илья Бозоляц Хория Текэу               | 1-6 1-6              |
| 14. | 2 мая 2010       | Тунис, Тунис                    | Грунт    | Джеймс Серретани  | Кристоф Влиген Джефф Кутзе             | 6-7(3) 3-6           |
| 15. | 25 июля 2010     | Познань, Польша                 | Грунт    | Джеймс Серретани  | Даниэль Муньос де ла Нава Руй Машаду   | 2-6 3-6              |
| 16. | 1 августа 2010   | Корденонс, Италия               | Грунт    | Джеймс Серретани  | Рогир Вассен Робин Хасе                | 6-7(14) 5-7          |
| 17. | 19 сентября 2010 | Баня-Лука, Босния и Герцеговина | Грунт    | Ловро Зовко       | Джеймс Серретани Давид Шкох            | 1-6 4-6              |
| 18. | 24 октября 2010  | Сеул, Южная Корея               | Хард     | Вашек Поспишил    | Рамиз Джунейд Франк Мозер              | 3-6 4-6              |
| 19. | 26 марта 2011    | Марракеш, Марокко               | Грунт    | Джеймс Серретани  | Петер Лучак Алессандро Мотти           | 6-7(5) 6-7(3)        |
| 20. | 6 ноября 2011    | Эккенталь, Германия             | Ковёр(i) | Джеймс Серретани  | Андре Бегеман Александр Кудрявцев      | 3-6 6-3 [9-11]       |
| 21. | 13 ноября 2011   | Женева, Швейцария               | Хард(i)  | Джеймс Серретани  | Игорь Андреев Евгений Донской          | 6-7(1) 6-7(2)        |
| 22. | 4 августа 2013   | Ванкувер, Канада                | Хард     | Джеймс Серретани  | Энди Рам Йонатан Эрлих                 | 1-6 4-6              |
| 23. | 8 июня 2014      | Простеёв, Чехия                 | Грунт    | Питер Полански    | Андре Бегеман Лукаш Росол              | 1-6 2-6              |
| 24. | 5 октября 2014   | Сакраменто, США                 | Хард     | Питер Полански    | Джон-Патрик Смит Адам Хаббл            | 3-6 2-6              |
| 25. | 15 ноября 2014   | Шампейн, США                    | Хард(i)  | Фрэнк Данцевич    | Росс Гиньон Тим Копински               | 6-7(2) 2-6           |
| 26. | 1 марта 2015     | Шербур-Октевиль, Франция        | Хард(i)  | Рамиз Джунейд     | Андреас Бек Ян Мертль                  | 2-6 6-3 [3-10]       |
| 27. | 5 апреля 2015    | Раанана, Израиль                | Хард     | Рамиз Джунейд     | Майкл Винус Мате Павич                 | 1-6 4-6              |
| 28. | 8 ноября 2015    | Шарлотсвилл, США                | Хард(i)  | Питер Полански    | Чейз Бьюкенен Теннис Сандгрен          | 6-3 4-6 [5-10]       |
| 29. | 21 мая 2017      | Хайльбронн, Германия            | Грунт    | Игорь Зеленай     | Роман Ебавый Антонио Шанчич            | 4-6 1-6              |
| 30. | 14 июля 2019     | Виннипег, Канада                | Хард     | Хантер Риз        | Дариан Кинг Питер Полански             | 6-7(8) 3-6           |
| 31. | 18 августа 2019  | Ванкувер, Канада                | Хард     | Трет Конрад Хьюи  | Роберт Линдстедт Джонни О'Мара         | 2-6 5-7              |